# Bjarne Møller
Bjarne Møller (født 10. august 1979) er en dansk triatlet, duatlet, ironman og løber.
Bjarne Møller har siden 2002 vundet fem duatlon- og to triatlon-Danmarksmesterskaber for sin aldersgruppe. Heraf har de to duatlon-titler været cross-titler, mens triatlon omfatter en kortdistance- og en sprint-titel.
Bjarne Møller kontaktetede i påsken 2010 landstræner Michael Krüger og erkendte anskaffelse og brug af EPO i perioden 18. marts 2010 til 26. marts 2010, som en del af forberedelsen til et Ironman stævne i Sydafrika 2010. Bjarne Møller erkendte, efter Michael Krügers anvisning, den 27 marts 2010 anskaffelse og brug af EPO overfor Anti doping Danmark og blev pr. 6 april 2010 midlertidigt udelukket for alt idræt under DIF imens sagen færdigbehandledes. 
Bjarne Møller blev pr 21. juni 2010 udelukket to år fra alle aktiviteter under DIF, regnet fra 6. april 2010. På baggrund af denne kendelse, samt en tidligere udelukkelse fra Dtrif, er han udelukket på livstid fra alle aktiviteter under Dansk Triathlon Forbund.